# Andrijica Šimić
Andrijica Šimić (Alagovac, Ružići, Grude, 1833 - Runovići, 5. februar 1905), hrvatski hajduk.
Svojom aktivnošću je postao legendom među Hrvatima u Dalmaciji i Hercegovini, sa obe strane granice (i austrijske i turske).
Smatra se da je njegova hajdučija ohrabrila tamošnji narod na ustanak u Gabeli protiv turskih vlasti.
Imao je brata i pet sestara, a u detinjstvu je deset godina obavljao kmetovske poslove u age Tikvine u Mostaru. Kad je odlučio da bude hajduk turske karavane, trgovce i kiridžije je napadao najčešće na potezu Imotski-Vrlika. Na planini Kamešnici i danas je poznata njegova pećina koja se po njemu zove Šimića pećina. Nekada je išao i do Kupresa, Glamoča, Duvna, Mostara, pa čak i Sarajeva i Travnika. Bio je neuhvatljiv i stoga je kad je umro nastalo veselje među bosanskim muslimanima.
Nakon što je dugo uspevao da beži i turskim i austrijskim vlastima, uhapšen je 14. januara 1871. u kući porodice Garčevih, koja ga je izdala, u Podosoju, dok su preostali članovi njegove družine uhapšeni u zaselku Prodanima kod Zagvozda. Nakon što je uhapšen, izveden je pred sud. Suđenje je počelo 16. juna 1872. godine i trajalo 22 dana. Važno je za istoriju hrvatskog jezika i sudstva pošto je ovo bila prva sudska rasprava na hrvatskom jeziku u austro-ugarskoj Dalmaciji. Osuđen je na 33 godine koje je proveo u zatvoru u Koperu.
Uhapšen je u mestu Vinica kod Tomislavgrada, dok je njegov član iz družine Jovo Kadijević iz Glavine kraj Imotskog ubijen, zbog bežanja od organa gonjenja. Andrijica je po narodnim predanjima otkupljivao tursku zemlju za Viničane i gradio im kuće, takođe im je i poklanjao konje i krave, što je razlog vrlo verovatno zašto ga i danas u Zagori i Hercegovini smatraju narodnim junakom. Stekao je nadimak "hercegovački Robin Hud".
Posle 33 godine provedene u zatvorskoj ćeliji, kad je izašao, smatran je živom legendom. U središtu Splita, na Rivi, priređen mu je veličanstven doček, dok je on po selima bio tretiran kao živa legenda pričajući svoje priče do kraja života. Po kazivanjima, i u starosti je imao zavidnu snagu i mogao da preskoči magarca sa mesta.
Umro je 1905. godine. Pokopan je tik do groba njegova izdajnika Ante Garca, koji je organizovao njegovo hapšenje 1871. godine. Položaj kako je ukopan je takav da se ispunila Šimićeva kletva da će njegove noge da budu kraj Garčeve glave.
Splitski fudbalski klub Hajduk dobio je ime po Šimiću, koji se smatra poslednjim hajdukom.
20. juna 1967. hrvatski guslar Željko Šimić je izdao pesmu "Andrijica Šimić gorski harambaša" u trajanju oko 45 minuta. To je jedna od najstarijih guslarskih ploča u izdanju Jugotona i jedna od najstarijih hrvatskih guslarskih ploča. Isti guslar, prezimenjak hajduka i stanovnik Alagovca, godine 2001. je izdao pesmu "Smrt Andrijice Šimića". Zanimljivo je da su hrvatski fudbaler Dario Šimić i brat mu Josip praunuci brata hajduka Andrijice Šimića.

## Literatura
- Mijo Milas: Hajduk Andrijica Šimić, Zagreb, 1972.
- Mijo Milas: Hrvatski narodni junak hajduk Andrijica Šimić, Split, 1996.

Osim Mije Milasa, o Andrijici Šimiću knjigu je objavio Mirko Lesko (Andrijica Šimić: zadnji hrvatski hajduk, List Marija : Naša ognjišta, Split/Duvno, 1979).